# 东部华侨城

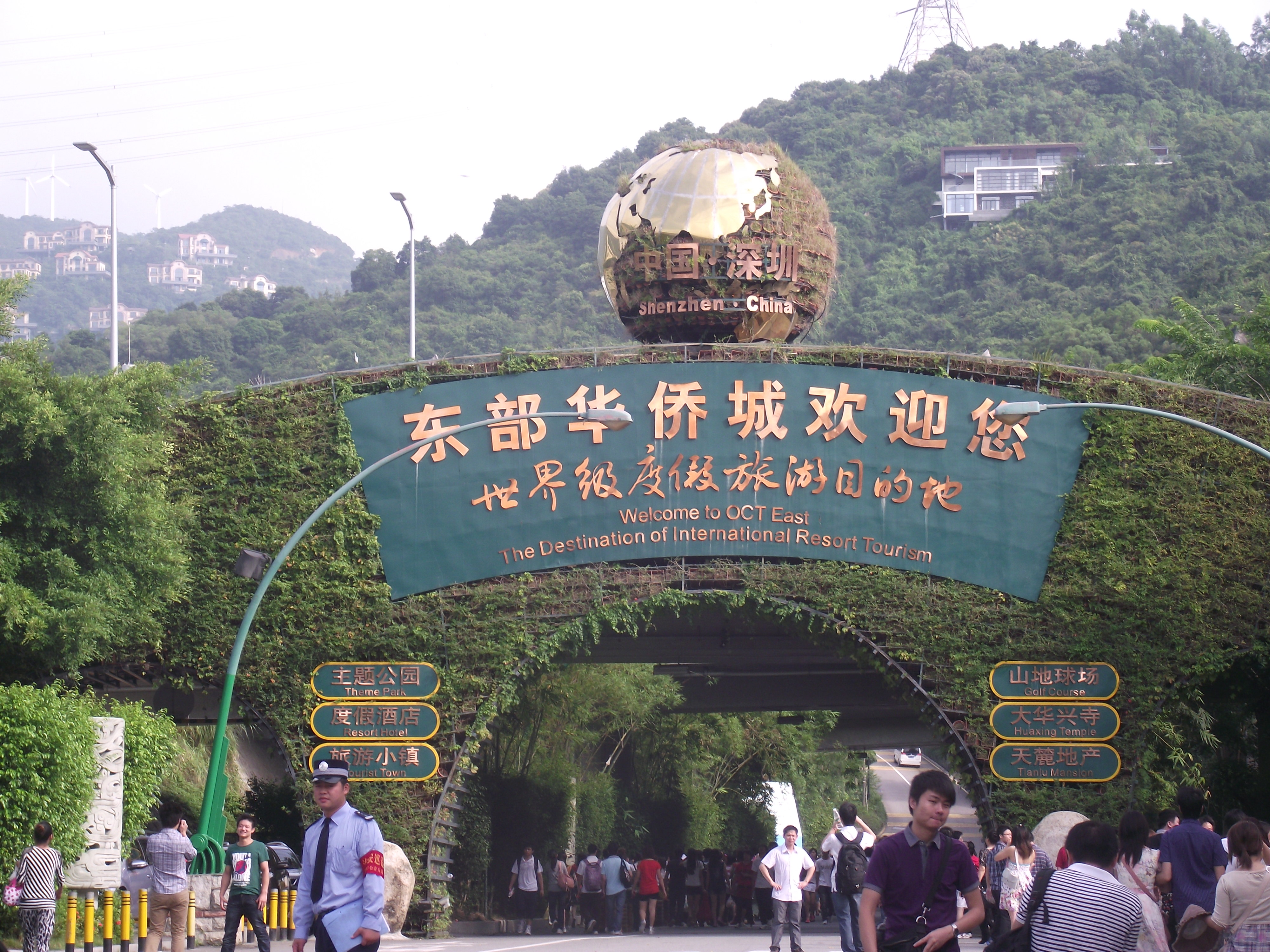
东部华侨城正大门

东部华侨城（英語：OCT East）是位于中国广东省深圳市盐田区，由华侨城集团投资建造的一个自然与人造景观结合的旅游度假区和主题公园。总占地面积约9平方公里，2004年开始興建，2007年7月底开幕。
度假区的位于盐田区大鹏湾畔三洲田附近山区，面临深圳著名的海滩大梅沙和小梅沙，自然景致优美，在度假区兴建之前就已是一处景区。

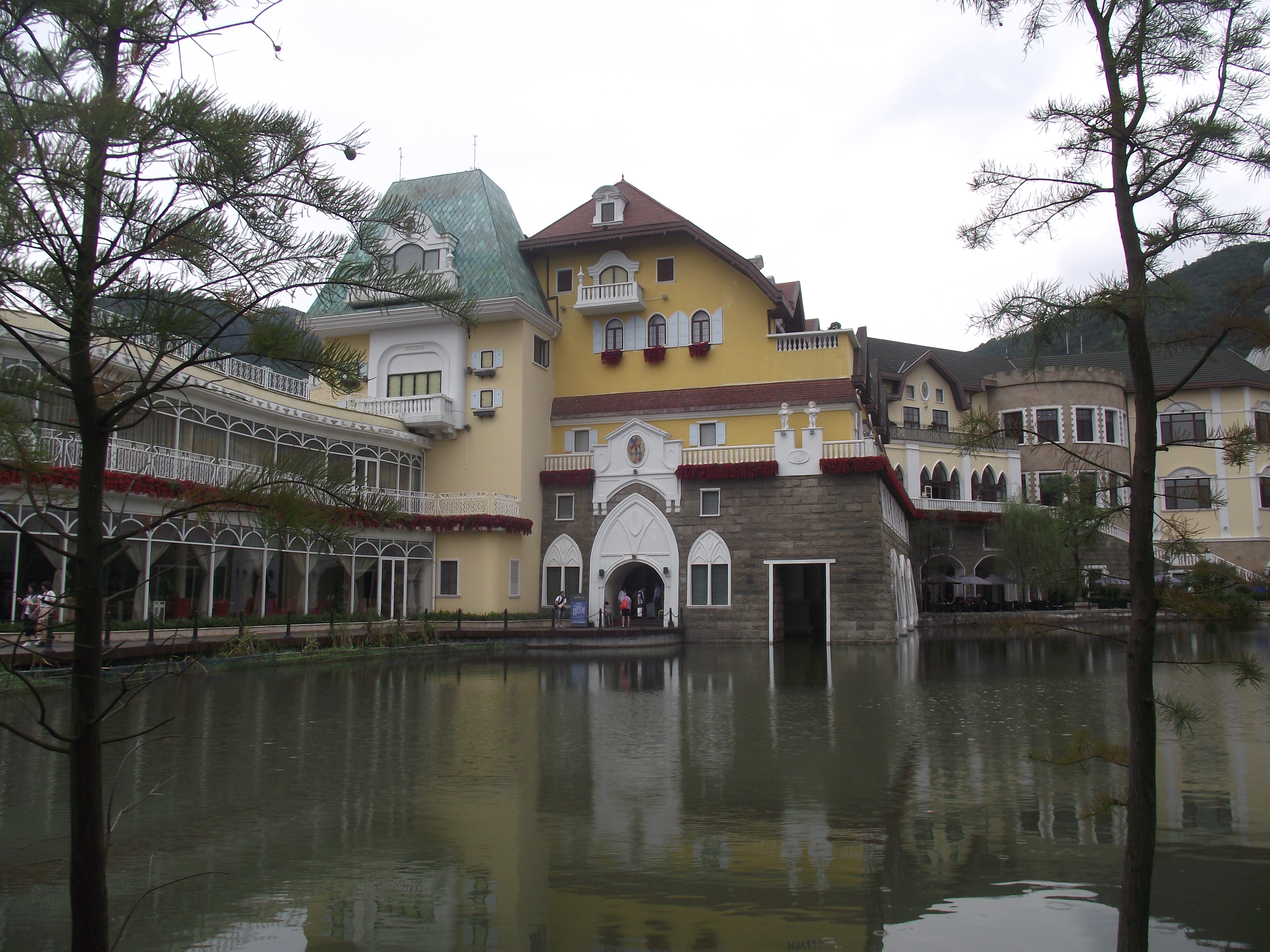
深圳东部华侨城西洋楼.

## 分区
东部华侨城主要包括「茶溪谷」和「大侠谷」两个旅游分区，其中茶溪谷主要是度假区，大侠谷则以探险、游玩为主，两者分开售票。此外还有「云海谷」（高尔夫球场）以及「华兴寺」等景观。东部华侨城的范围内还有多处楼盘。

### 茶溪谷

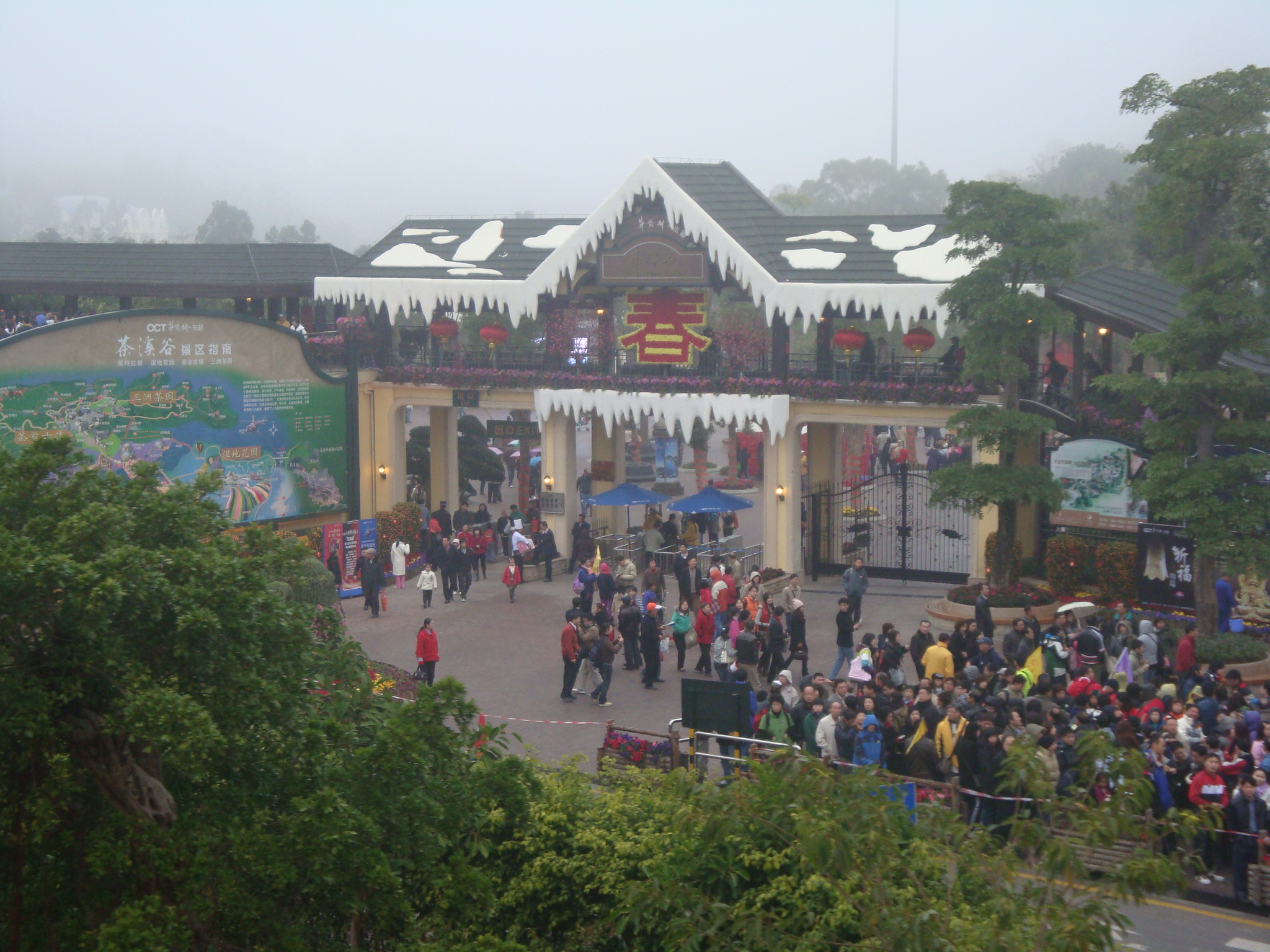
茶溪谷入口

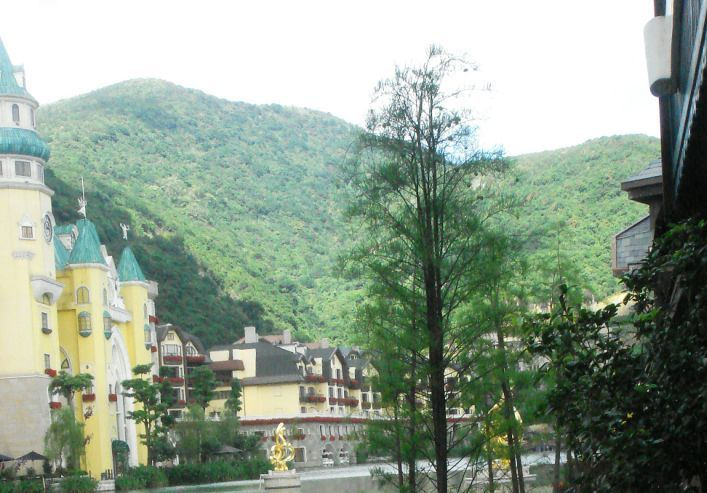
东部华侨城的茵特拉根小镇

茶溪谷主要以观赏性景点为主。其中「茵特拉根小镇」是对瑞士小镇茵特拉根的模仿，建造风格大致与同为华侨城集团旗下的世界之窗接近。「茶翁古镇」则是一处中式建筑区，游客可以在其中体验茶文化。景区还依托三洲田原有茶田进行改造，而成为「三洲茶田」景区。此外还有种满各式植物的「湿地花园」。

### 大侠谷
大侠谷是就三洲田山区原有自然地貌进行加工而成的探险旅游公园，有海滩、峡湾和自然灾害等多种自然体验项目。此外大侠谷的标志性景物是一个人工瀑布，这也是东部华侨城第一个竣工的人造景点。

## 游玩项目

### 森林小火车
东部华侨城的森林小火车所经过的路线包括整个园区，可以观赏到的景色涵盖了园内的人工景点以及梧桐山余脉的诸多山区自然景观。

### 演出
有《天禅》、《天机》、《天音》、《天籁》四种视听舞台艺术在东部华侨城演出。

## 获奖情况
- 国家5A旅游景区[8]
- 中国首个“国家生态旅游示范区”[4]

## 争议
- 虽然华侨城集团强调其建设不破坏生态环境，但是仍然有市民和专家认为东部华侨城的建设破坏了原本自然景观的完整性。[9]
- 东部华侨城的所在地是1900年孙中山发动的惠州起义（当时该地属于惠州管辖），亦即著名的庚子首义的地点。为纪念庚子首义，2009年12月，盐田区开工建设孙中山庚子首义雕塑园，总用地面积约7公顷，安放雕塑18座。[10][11]

## 轶事
- 湖南卫视制作的电视剧《一起来看流星雨》及综艺《全员加速中》部分场景在东部华侨城拍摄。

## 重大事故
2010年6月29日下午16点45分，深圳东部华侨城大侠谷的“太空迷航” 娱乐项目设备突发故障，致6人死亡，10人受伤，其中重伤5人，其余人员已安全疏散。。2012年4月19日，盐田区法院对这起重大责任事故的8名被告进行了一审宣判，判定8名被告有罪，并分别判处1年零6个月至5年不等的有期徒刑。

## 画廊

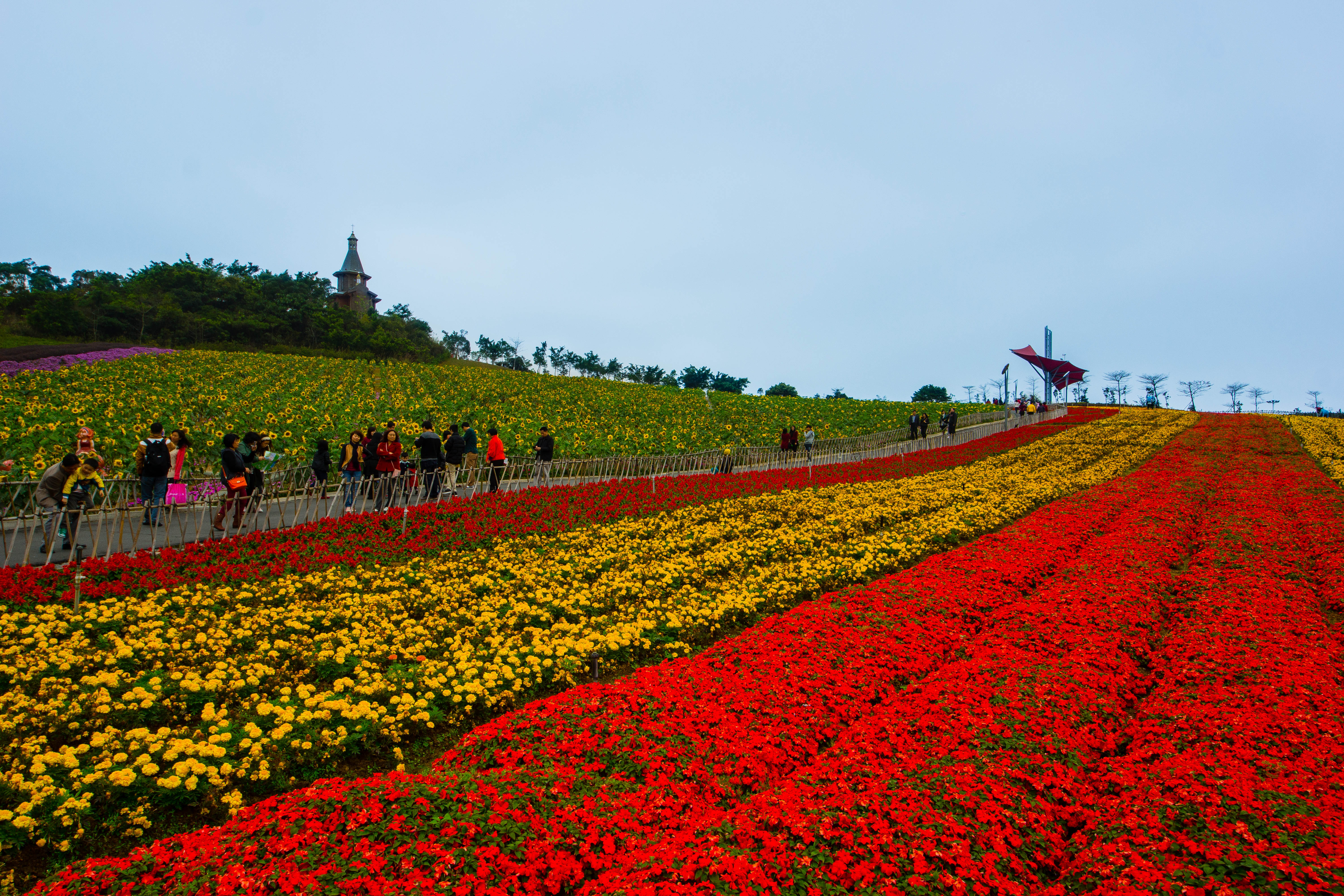
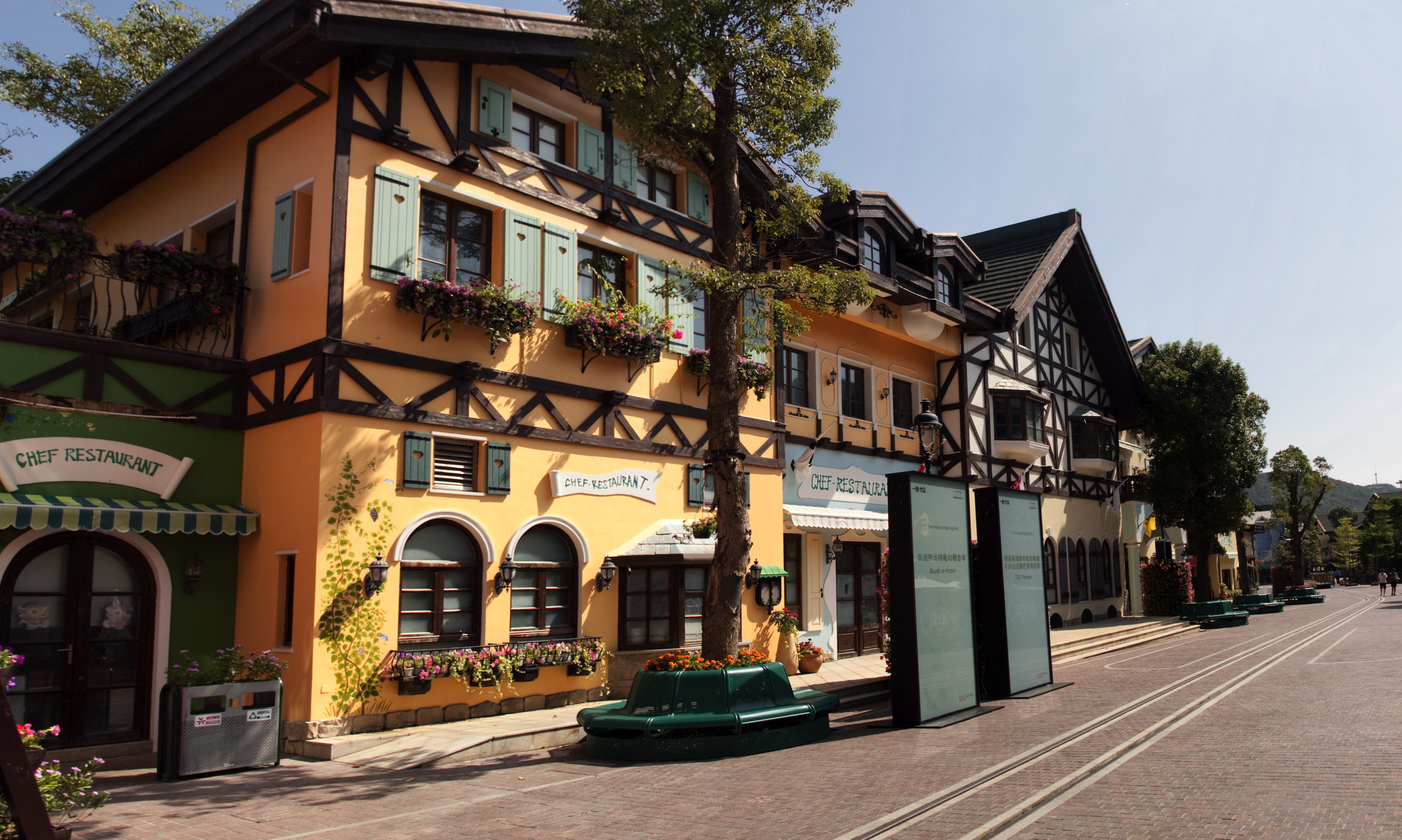
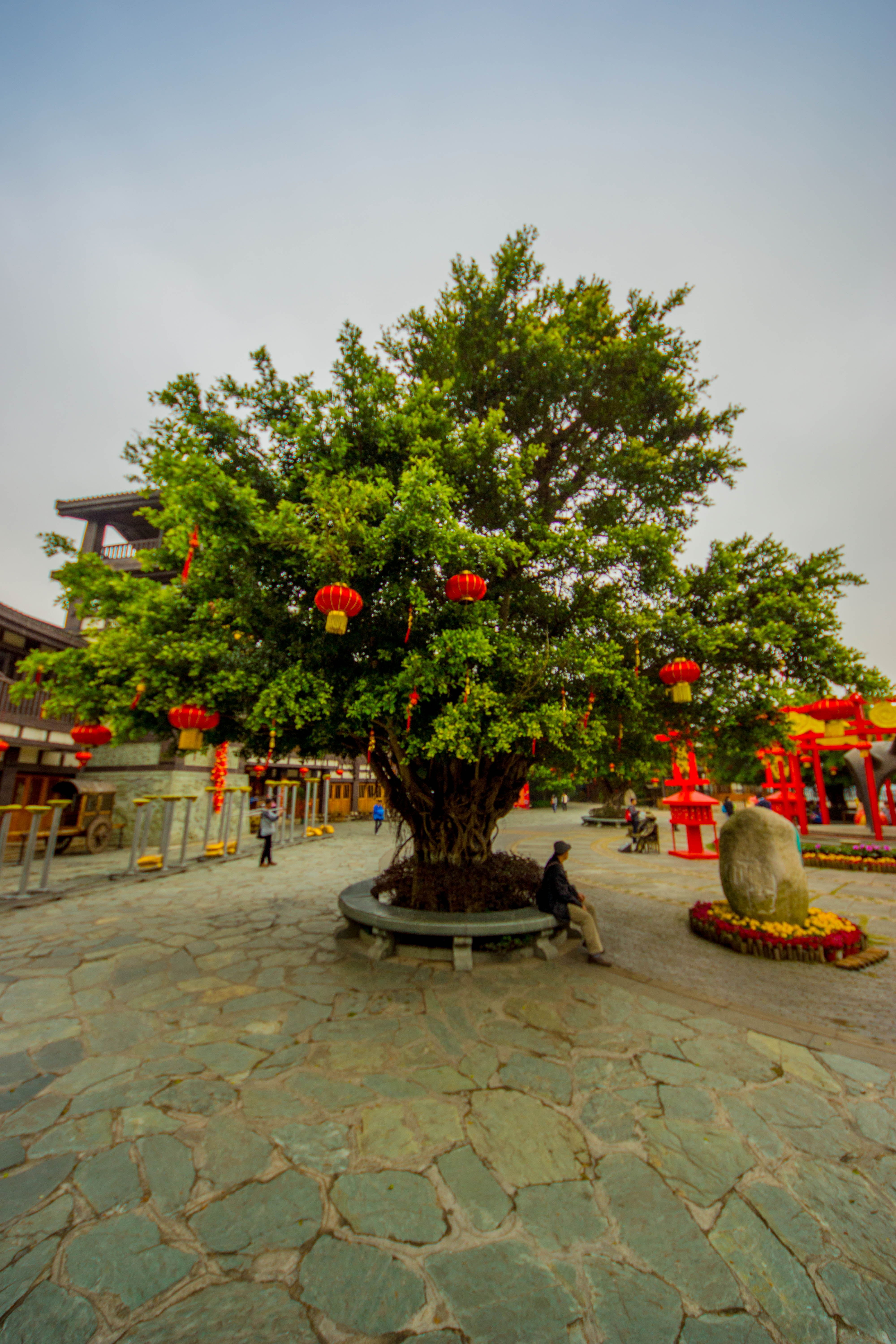
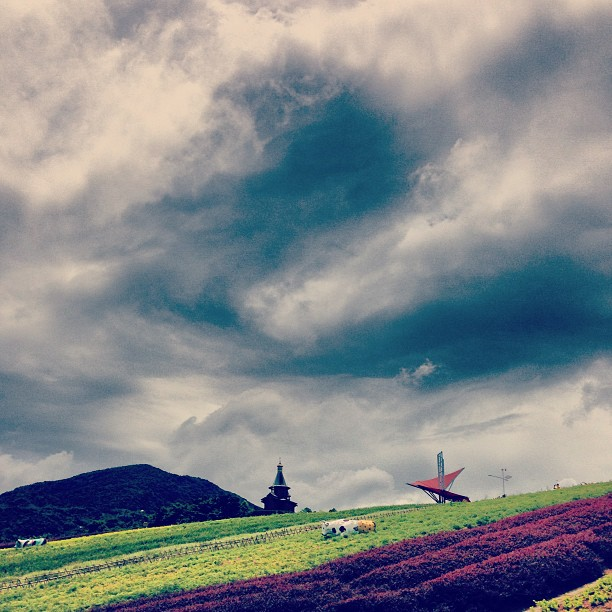
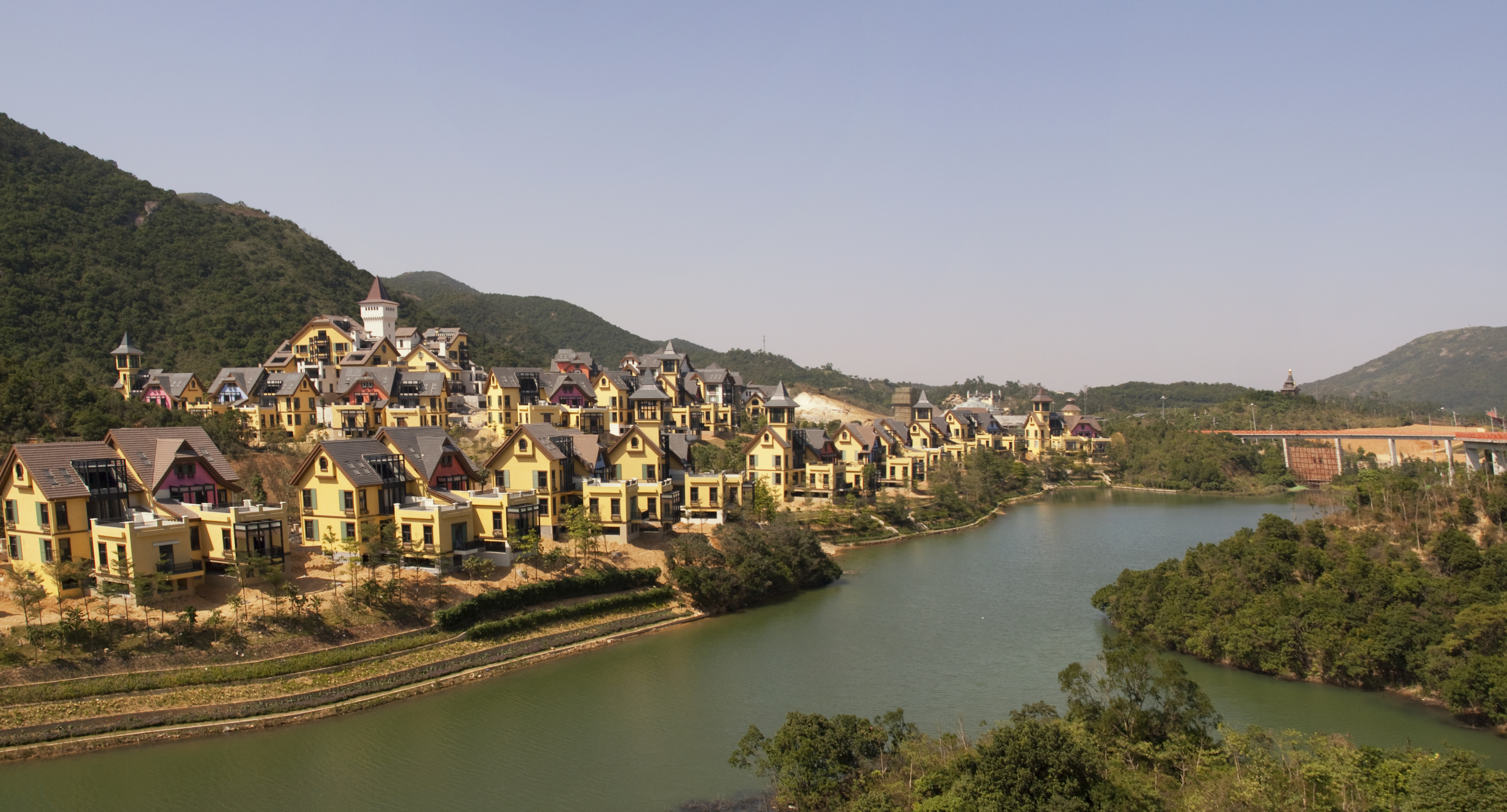
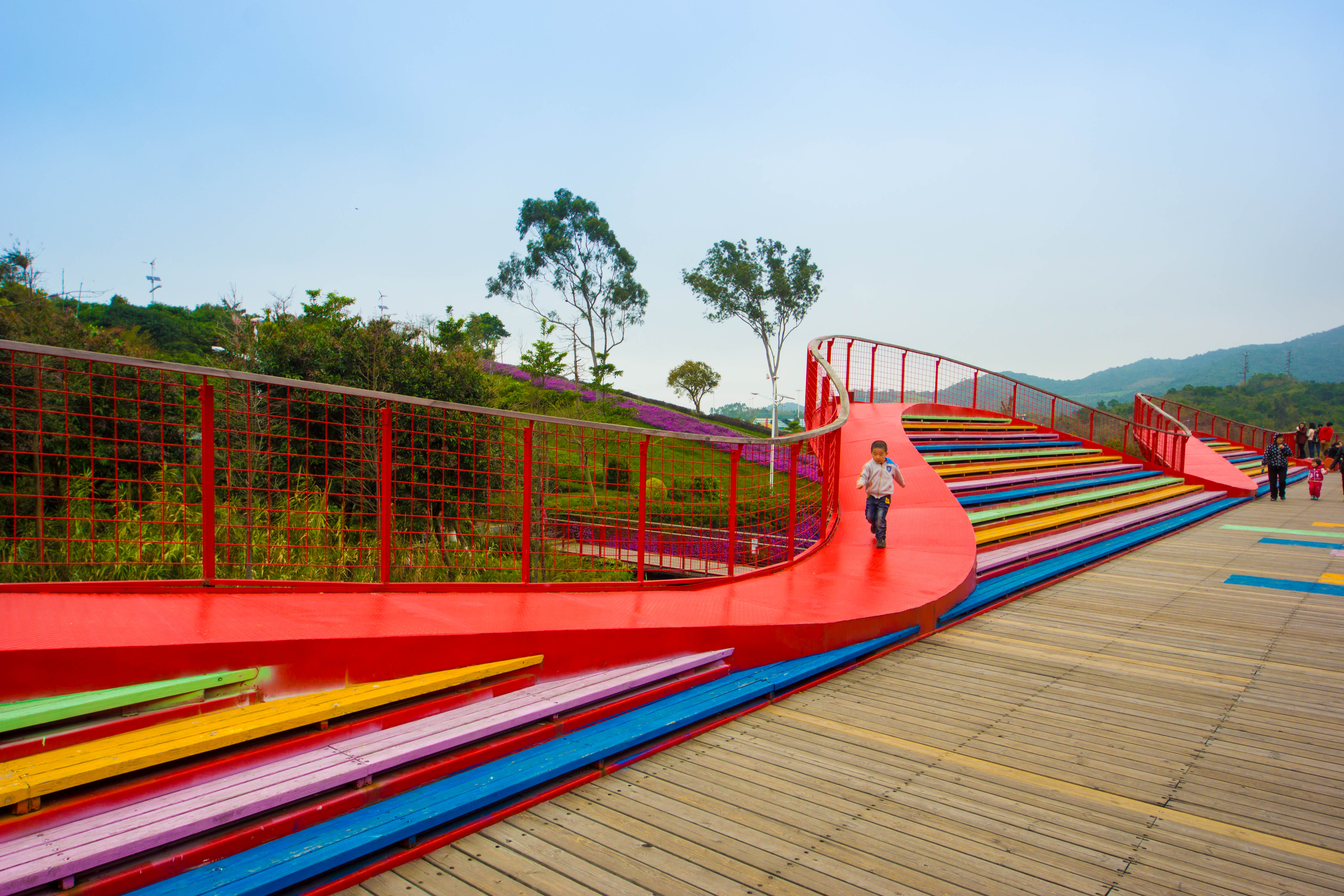
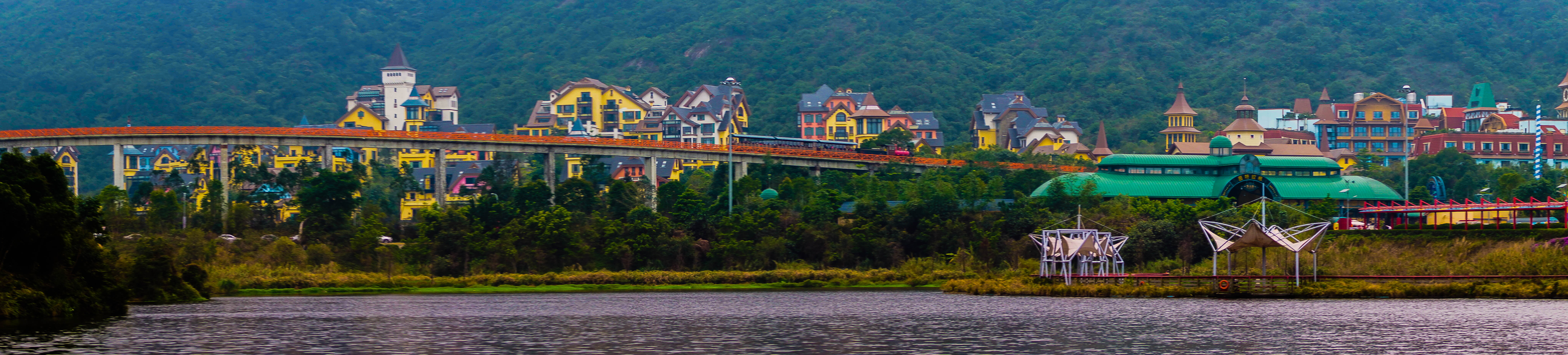
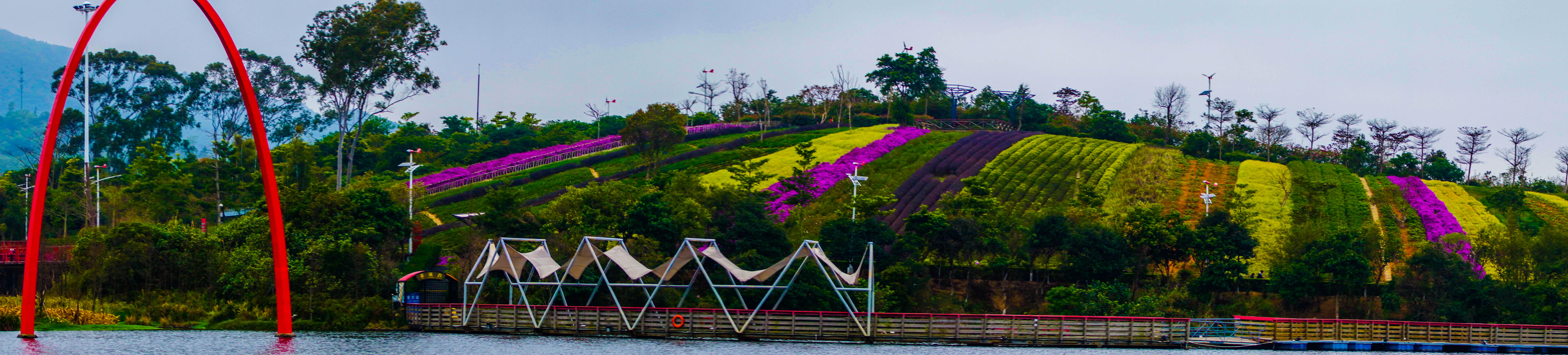